# 萬威控股新加坡
萬威控股新加坡有限公司，簡稱萬威控股新加坡（英語：IDT HOLDINGS (SINGAPORE) LIMITED），在1996年由萬威國際有限公司分拆從事液晶體顯示電子消費產品之製造、銷售及貿易。
主要業務生產及銷售「Oregon Scientific」、「IDT」等名牌電子產品，其股份當時自1997年在新加坡交易所主板上市。主要銷售及工廠地區包括中國、日本、歐美、澳大利亞等國家。最後由於在新加坡投資者薄弱，於是被母公司進行私有化成功後，已在2011年2月21日撤銷上市。

## 連結
- IDTHK.com （页面存档备份，存于）
- OregonScientific.com （页面存档备份，存于）